# Giorgos Theodotou
Giorgos Theodotou (griechisch Γιώργος Θεοδότου; * 1. Januar 1974 in Famagusta) ist ein ehemaliger zyprischer Fußballspieler.

## Karriere
Theodotou begann seine Karriere 1990 bei EPA Larnaka. 1994 wechselte er zum Lokalrivalen AEK Larnaka, für die er über 160 Ligaspiele absolvierte. 2001 schloss sich der Verteidiger Omonia Nikosia an und gewann mit dem Klub 2003 die zyprische Meisterschaft, 2005 gewann man den Landespokal. Im Sommer 2008 wechselte er zu Anorthosis Famagusta, wo er nach drei Einsätzen seine Laufbahn ein Jahr später beendete.
Theodotou kam seit 1996 zu insgesamt 70 Einsätzen in der zyprischen Nationalmannschaft.

## Erfolge
- Zyprischer Meister: 2003
- Zyprischer Pokalsieger: 2005